# Wandsworth (borgo di Londra)
Il London Borough of Wandsworth è un borgo londinese nella parte sud-ovest della città, e fa parte della Londra interna.
Venne costituito nel 1965 dall'area del Metropolitan Borough of Battersea e parte del Metropolitan Borough of Wandsworth, escludendo Clapham e la maggior parte di Streatham, che furono trasferite nel London Borough of Lambeth.

## Storia
Fino al 1889, l'attuale area di Wandsworth faceva parte della contea di Surrey. Nel 1855 il Distretto Wandsworth delle Metropolis era costituito dalle parrocchie di Battersea (escluso Penge), Clapham, Putney, Streatham, Tooting Graveney e Wandsworth.
Battersea è stato rimosso dal distretto nel 1888. Nel 1900 il quartiere rimanente è diventata la città metropolitana di Wandsworth e Battersea divenne la città metropolitana di Battersea. Il London Borough of Wandsworth è stato costituito nel 1965 dalla ex zona della città metropolitana di Battersea e della città metropolitana di Wandsworth, ma esclusi Clapham e la maggior parte di Streatham che sono stati trasferiti al London Borough of Lambeth.

## Geografia fisica
Il borgo confina con il borgo di Lambeth a est, il borgo di Merton  e il borgo di Kingston sul Tamigi a sud, il borgo di Richmond sul Tamigi a ovest e con tre borghi a nord (attraverso il Tamigi), cioè i borghi di Hammersmith e Fulham, Kensington e Chelsea e della Città di Westminster.

## Società

### Evoluzione demografica
Secondo il censimento del 2011 Wandsworth ha una popolazione di 306.995. Nel 2001 il 78% della popolazione è bianca, il 9,6% nera e il 6,9% dell'Asia meridionale.

## Infrastrutture e trasporti

### Ponti
Cinque ponti uniscono Wandsworth ai tre quartieri di Londra sul lato nord del Tamigi (da valle seguendo il fiume verso l'alto):
- Chelsea Bridge
- Albert Bridge
- Battersea Bridge
- Wandsworth Bridge
- Putney Bridge

Ci sono anche una serie di ponti che attraversano il fiume Wandle che attraversa il centro della città Wandsworth e divide il quartiere in due.

### Stazioni ferroviarie
- Queenstown Road (Battersea)
- Clapham Junction
- Earlsfield
- Wandsworth Town
- Putney
- Battersea Park
- Balham
- Wandsworth Common
- Tooting

### London Overground
- Clapham Junction

### Tube Stations
- Sulla Northern line:
  - Clapham South
  - Balham
  - Tooting Bec
  - Tooting Broadway
- la District line:
  - East Putney
  - Southfields

## Località
- Balham
- Battersea
- Earlsfield
- Furzedown
- Nine Elms
- Putney
- Putney Heath
- Putney Vale
- Roehampton
- Southfields
- Streatham Park
- Tooting
- Tooting Bec/Upper Tooting
- Wandsworth
- West Hill